# Gustaf John Ramstedt
Pour les articles homonymes, voir Ramstedt.
Gustaf John Ramstedt, né le 22 octobre 1873 à Ekenäs (Finlande) et mort le 25 novembre 1950 à Helsinki (Finlande), est un diplomate, orientaliste et linguiste finlandais.

## Biographie
Gustaf John Ramstedt découvre au début du XXe siècle, en Mongolie, la tombe du khagan Bayan-chor khan du Khaganat ouïghour. Il est un des premiers à déchiffrer cette stèle.

## Œuvres
- (de) Gustaf John Ramstedt, Zwei uigurischen Runeninschriften in der Nord-Mongolei, Helsingfors, Soc. finno-ougrienne, 1913